# 街並みコレクション
街並みコレクション（まちなみコレクション）はトミーテックが発売している、昭和期の建物の模型である。通称「街コレ」。

## 概要
昭和期の街並みを構築していた、商店や映画館などの商業建築をモデル化した、日本型Nゲージサイズの縮尺1/150のモデルで、ブラインドパッケージ販売である。
製品は内装まで含めた塗装済みパーツで構成されており、組み立てることでNゲージのレイアウト用ストラクチャ（建物）となる。
また、NゲージTOMIXを発売している同社ならではの特色として、第4弾でプラットホームや駅舎がモデル化されていることが挙げられる。講談社の分冊百科『週刊 昭和の「鉄道模型」をつくる』には、塗装・表記を変更した一部の既存モデルが付録として同梱されている。

## 製品モデルの一覧
●は『週刊 昭和の「鉄道模型」をつくる』の付録として塗装変更品が製品化されている（または製品化予定の）モデル。
本シリーズは「ジオラマコレクション」の他のシリーズと異なり、シークレットモデルは存在しない。

### 第1弾
2003年頃発売。下記6モデル、各2色の計12種類。
- ●郵便局 - 煉瓦造りのもの。
- ●写真館 - 洋館風のもの。
- 時計店 - 石造り風のもの。
- ●理髪店 - 1階部分のみが装飾された看板建築。
- ●薬局 - たばこ屋のカウンター併設型。2階まで装飾された看板建築。
- ●酒屋 - 下見板張りのある木造のもの。

### 第2弾
2004年頃発売。下記6モデル、各2色の計12種類。
- ●[洋館]付き和風住宅 - 平屋の母屋に、洋館風の離れが付いたもの。
- 医院 - 洋館風。脇にカーポートがある。
- ●長屋
- ●木造平屋住宅 - 2軒分のセット。
- 角店（雑貨屋） - 角の店舗部分は平屋、奥の自宅部分は2階建て。
- 角店（飲食店） - 店舗部分も含めて全2階建て。

### 第3弾
2005年発売。この回からサブタイトルが付いた。第3弾は「横丁編」。下記6モデル、各2色の計12種類。
- ●喫茶店 - 一面に扉、別の一面に窓がある、ハーフティンバー構造の看板建築。
- ●魚屋 - 押し縁下見板張りのある出し桁造り。
- ●菓子屋 or 肉屋 - 2階部分までモルタルが塗られた看板建築。
- ●八百屋 - 2階部分まで装飾されたトタン張りの看板建築。
- ●パン屋 - 壁面の上部と裾にレンガタイルをはめ込んだ洋風のもの。
- ●BAR & 寿司屋 - 同一の建物に2店舗が入ったもので、間口を狭くしてカウンター席のみになったもの。

### 第4弾
2005年発売。サブタイトルは「駅前編」。下記6モデル、各2色の計12種類。
- ●駅舎 - 洋風の下見板張りがある木造駅舎。脇に団体・荷物用通路がある。
- ●ホーム - 小型車2輛程度が止まれる島式ホーム。
- ●交番・詰所 - 石造りの交番と詰所2棟のセット。
- ●バス車庫 - 鉄骨・トタン波板張り。営業所用でなく折返場用のもの。
- 日通営業所 - かつて（特に地方の）駅前に見られた、石造りの日本通運の営業所。特定のモデルはない。
- ●タクシー営業所 - 駅前に見られるタクシーの営業所。詰所併設のトタン張り車庫。

### 第5弾
2006年発売。サブタイトルは「大型建物編」。下記6モデル、8種類。
- 駅前旅館 - 入母屋造りの瓦屋根、押し縁下見板張りのある木造2階建て。
- 銀行 - 列柱で飾られた石造り風のもの。ベージュとグレーのモデルがある。
- 消防署 - レンガ張りの鉄筋コンクリート製。形状はかつての小石川消防署に似ており、屋根には神社仏閣風の望楼がある。
- ●劇場 - 映画館。赤い屋根のモデルと青い屋根のモデルがある。
- ビル - 屋上に電飾看板を持つ、ガラス張りの円筒形エントランスホールがある商業ビル。
- ●銭湯 - 切妻の瓦屋根、宮造り風のもの。

### 第6弾
2007年6月発売。サブタイトルは「甲州街道編」。下記6モデル、各2色の計12種類。
- 蕎麦屋 - 土壁・木造建築。
- 醤油屋 - なまこ壁造り。
- 蔵 - 土蔵造り・道祖神が付属。
- 茶屋
- 旅籠A - 庚申塔が付属。
- 旅籠B - トタン葺き。

### 第7弾
2007年9月発売。サブタイトルは「駅前歓楽街編」。下記6モデル、看板のバリエーションが異なる各2種類の計12種類。
- 雑居ビルA - 角地に建つテナントビル。「フジグリル」（青色）と「植木物産」（茶色）の二種。
- 雑居ビルB - 飲食店「駅前新天地」と遊技場「スワン会館」の2種。
- 雑居ビルC - 1階に喫茶店が入居している。屋上には「ユウヒビール」「四ッ矢サイダー」の看板（『アサヒビール』『三ツ矢サイダー』のパロディ）がある。
- 雑居ビルD - 小料理店「おかくら」と中華料理店「幸楽」の2種。店名は、TBSドラマ「渡る世間は鬼ばかり」のパロディ。
- 雑居ビルE - キャバレー「クラウン」とダンスホール「マドロス」の2種。
- 雑居ビルF - 映画館「トキワ座」とパチンコホール「ひのまる」の2種。

## 街並みコレクションR
2006年以降、既存モデルの塗装・表記を変更したモデルを、タイトルに「リニューアル」の「R」を付けて発売している。内容は下記の通り。
- 街並みコレクションR 第1弾 - 第1弾のリニューアル版。2006年7月発売。
- 街並みコレクションR 第4弾 - 第4弾のリニューアル版。2006年11月発売。
リニューアルに際し、以下の変更が加えられた。
  - 駅舎の屋根が瓦屋根からトタン屋根に変更。
  - 鉄道コレクション第3弾に対応するようにプラットホームに延長用パーツが追加。
  - バス車庫に電柱、タクシー営業所に電柱と消火栓のパーツが追加。
- 街並みコレクションR 第2弾 -第2弾のリニューアル版。2008年8月発売。
リニューアルに際し、信号機のパーツを追加。
- 街並みコレクションR 第3弾 -第3弾のリニューアル版。2009年2月発売。
リニューアルに際し、週刊 昭和の「鉄道模型」をつくるに付属したフィギュアから2体が付属する。